# Gullhavre
Gullhavre (Trisetum flavescens) är en gräsart som först beskrevs av Carl von Linné, och fick sitt nu gällande namn av Ambroise Marie François Joseph Palisot de Beauvois. Enligt Catalogue of Life ingår Gullhavre i släktet glanshavren och familjen gräs, men enligt Dyntaxa är tillhörigheten istället släktet glanshavren och familjen gräs. Arten är reproducerande i Sverige. Inga underarter finns listade i Catalogue of Life.

## Bildgalleri

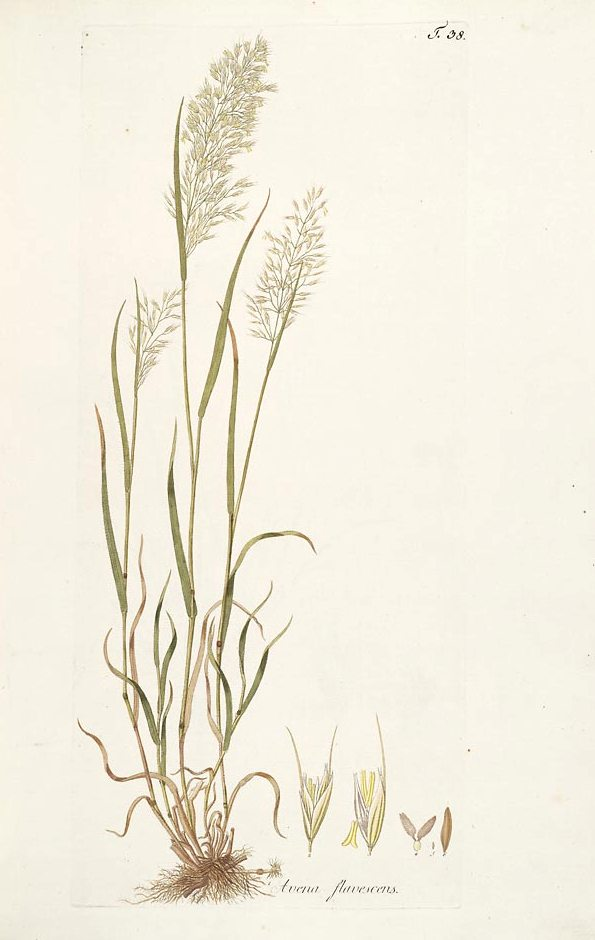
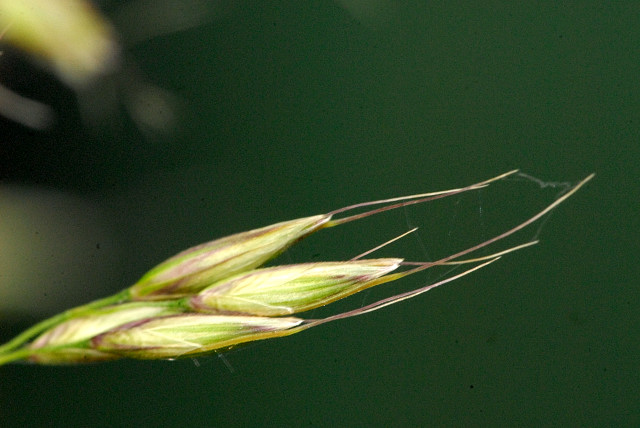
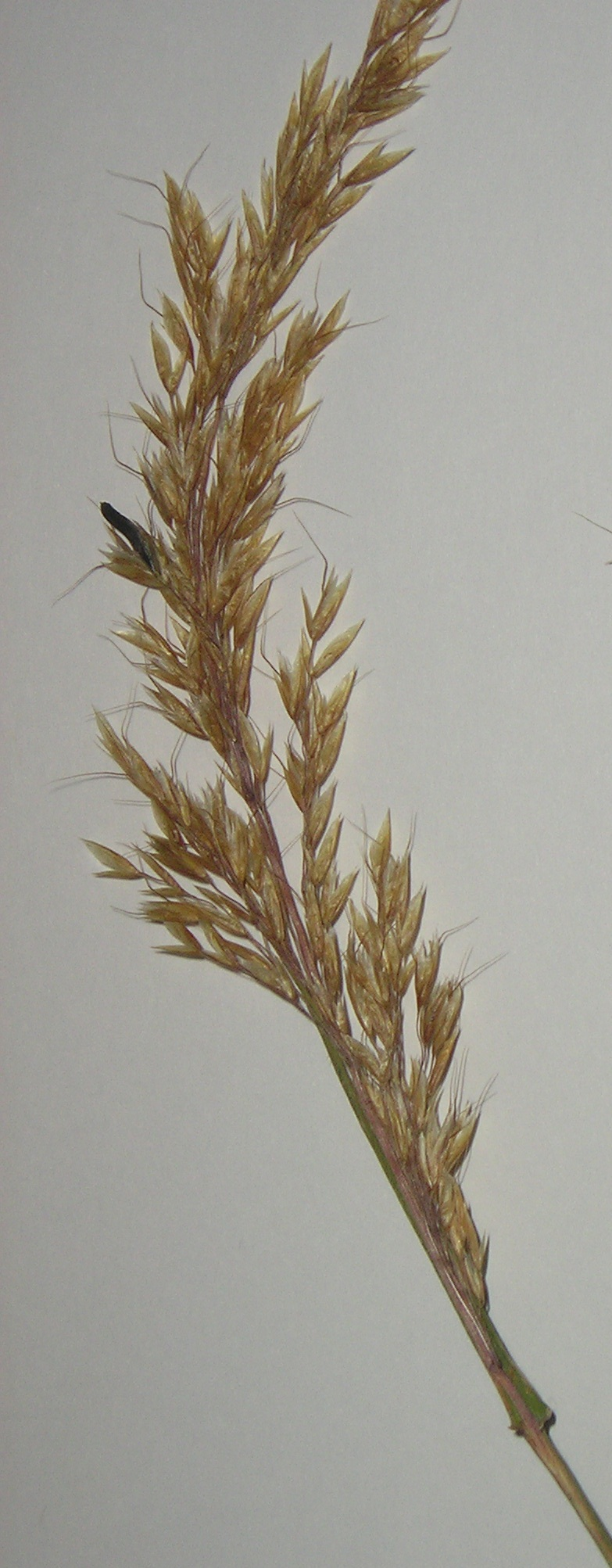
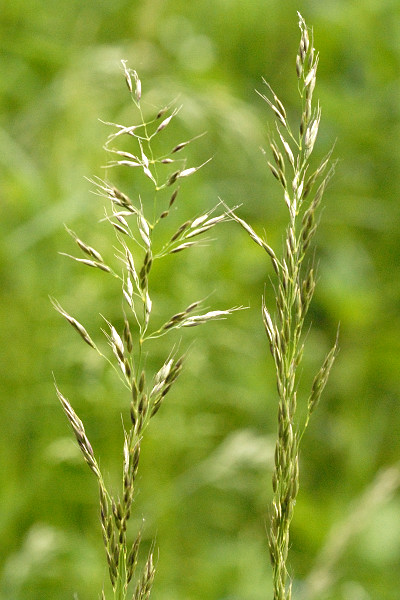
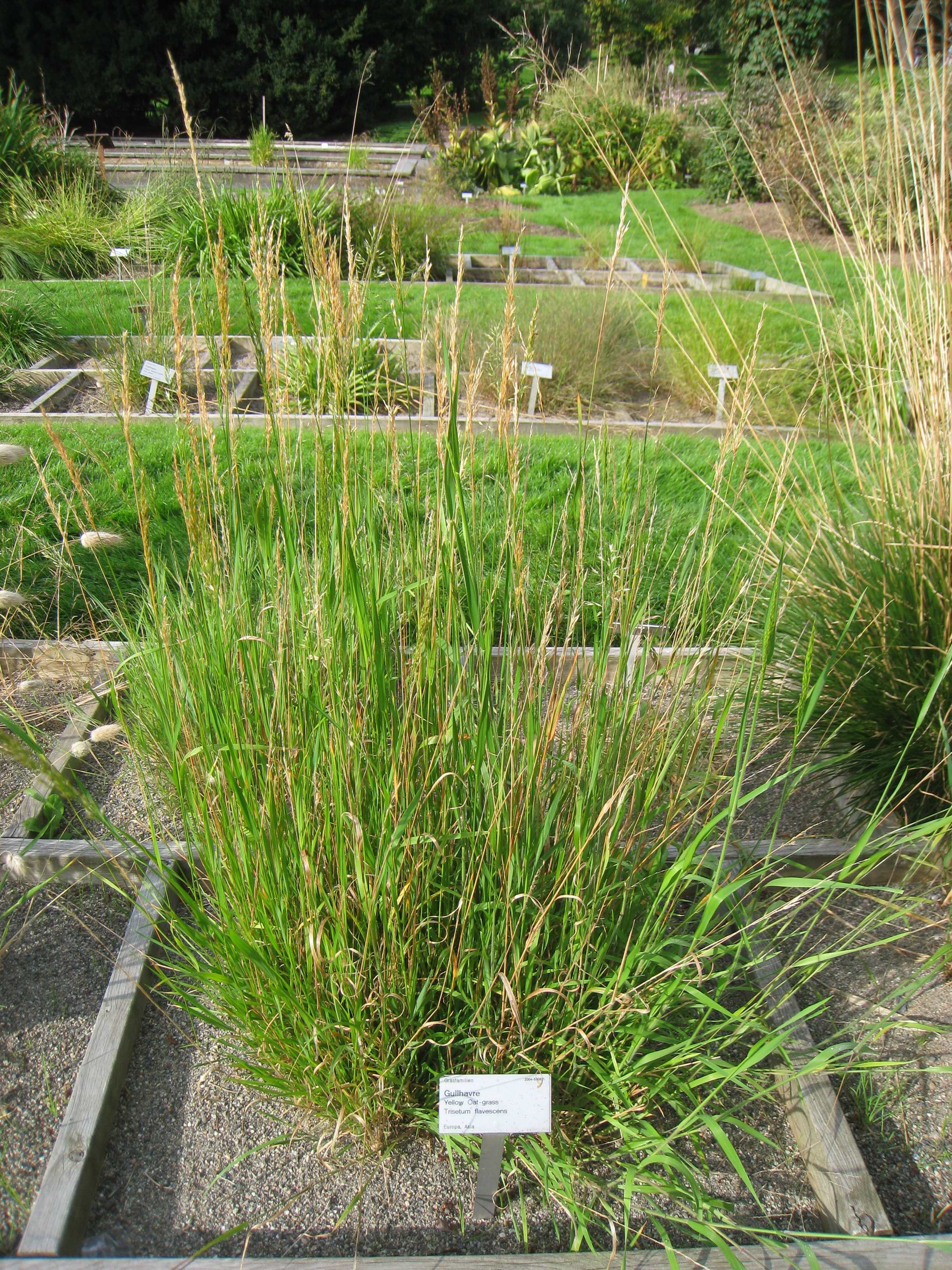